# Точенка
Точенка — река в России, протекает по территории Даниловского района Ярославской области; левый приток реки Касть.
В верхнем течении пересыхает.
Сельские населённые пункты вдоль реки: Федурино, Баловино, Дубня, Курилово, Маликово, Максимцево, Юркино, Петухово, Слободищи, Семенцево, Окунево, Михалево, Вороново.